# Ontinyent (kommun)
Ontinyent är en kommun i Spanien.   Den ligger i provinsen Província de València och regionen Valencia, i den östra delen av landet, 300 km sydost om huvudstaden Madrid. Antalet invånare är 37 140. Arean är 125 kvadratkilometer. Ontinyent gränsar till Aielo de Malferit, Bocairent, Alfafara, Banyeres de Mariola, Vallada, Agullent och Mogente/Moixent. 
Terrängen i Ontinyent är kuperad.